# Palazzo Galizia
Palazzo Galizia  è un edificio civile italiano sito a Taranto nel Borgo Antico della città pugliese.

## Storia e descrizione
L'edificio fu costruito sul finire del XVII secolo dalla nobile famiglia dei Cesareo, originaria di Nardò, mediante una complessa opera di accorpamento di edifici minori e di fusione armoniosa degli elementi architettonici. L'ingresso del palazzo si trova in vico Galizia, a cui dà il nome.
Sul prospetto esterno è possibile notare al primo piano un grande balcone poggiato su piccole arcate, il cui parapetto in cemento è il risultato dei recenti restauri, nonché una finestra in stile tardo-rinascimentale impreziosita con modanature classiche. 
All'interno, il vasto ambiente al piano terra è caratterizzato da una volta a botte lunettata. Durante la sua storia il palazzo è stato occupato, agli inizi del ventunesimo secolo dalle suore del Sacro Costato.